# Johannes Franciscus Hoppenbrouwers

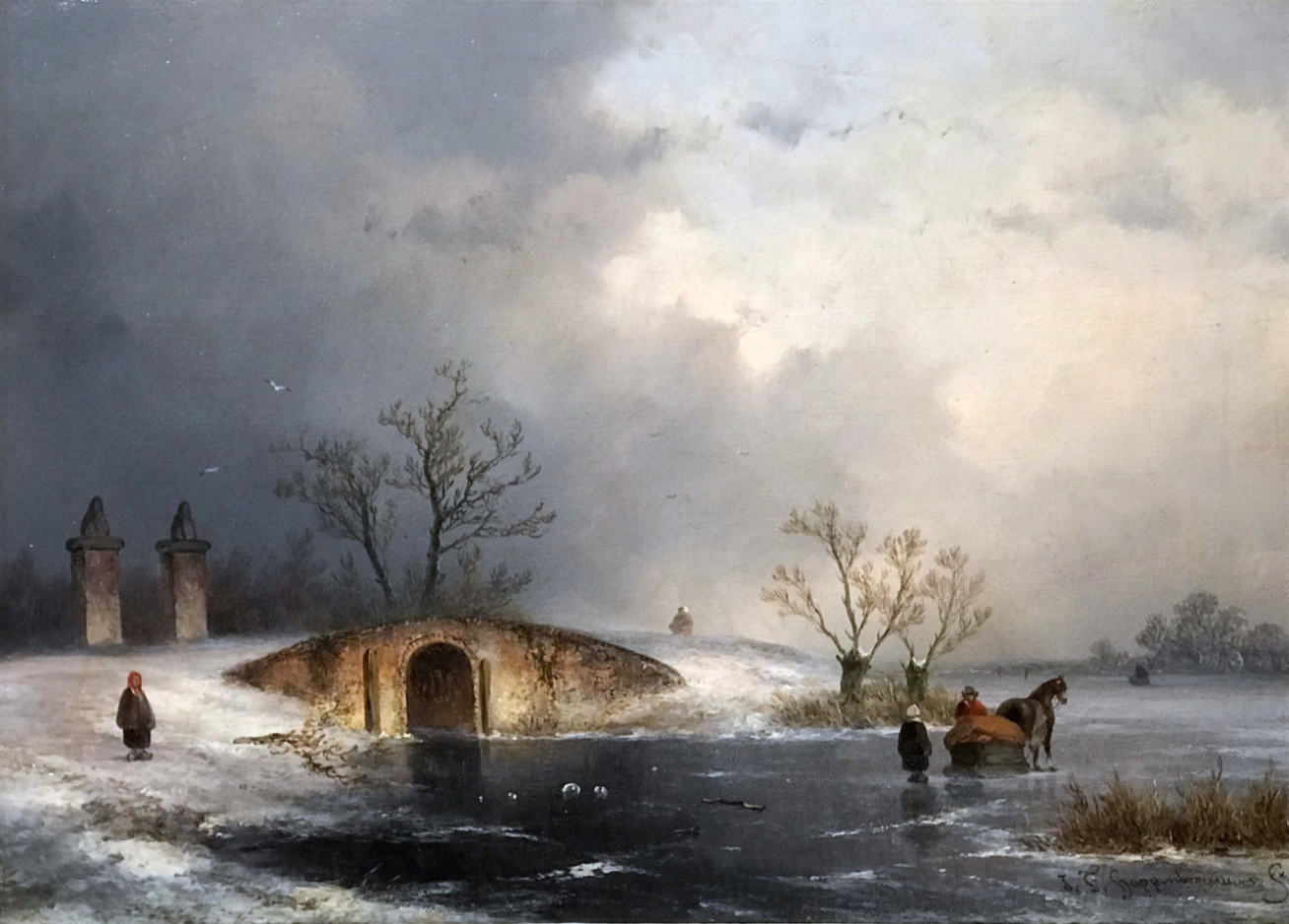
Winterlandschaft

Johannes Franciscus Hoppenbrouwers (* 16. April 1819 in Den Haag; † 17. Juli 1866 ebenda) war ein niederländischer Landschaftsmaler, Radierer und Lithograf.

## Leben
Hoppenbrouwers studierte von 1839 bis 1840 an der Koninklijke Academie van Beeldende Kunsten in Den Haag  und bei Andreas Schelfhout. Er malte Winter- und Sommerlandschaften meist im Stil seines Lehrers. Meist malte er menschenleere Landschaften, die andere Maler mit Mensch- und Tiergestalten ergänzten. Er überließ diese Arbeit seinem Freund Charles Rochussen; auch David Bles, Hendricus Johannes Scheeres, Andreas Schelfhout, Petrus Gerardus Vertin, Salomon Leonardus Verveer und Johan Philip Koelman übernahmen diese Aufgabe.
Hoppenbrouwers beschäftigte sich auch mit der Radierung und Lithographie. 1845 wurde er Mitglied der Koninklijke Akademie van Beeldende Kunsten in Amsterdam. Er nahm von 1837 bis 1866 an Ausstellungen in Amsterdam und Den Haag teil.